# Wiatrownica (budownictwo)

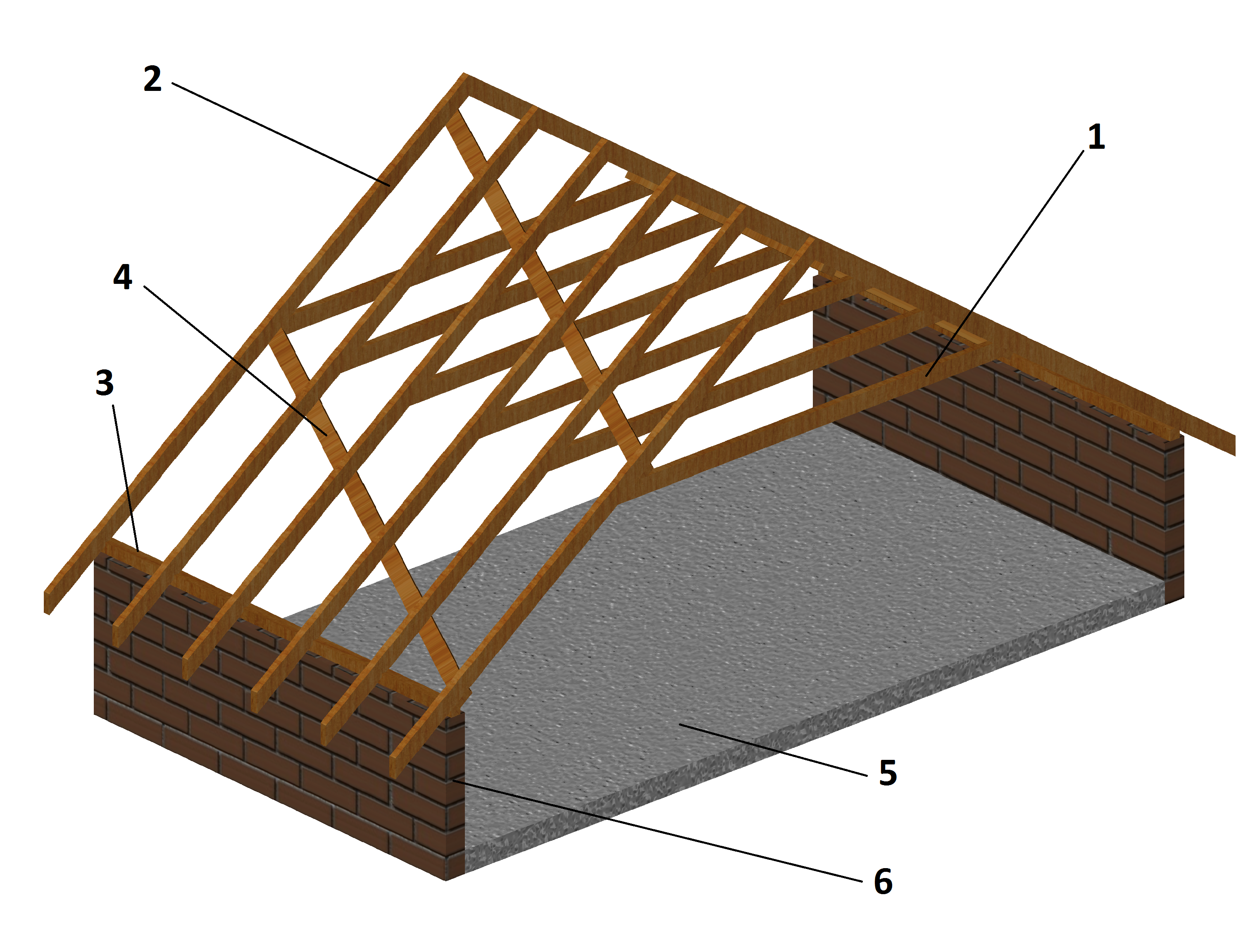
Wiatrownica (4) na schemacie dachu jętkowego

Wiatrownica – drewniana deska lub łata ukośnie mocowana do krokwi od spodu. Jej zadaniem jest usztywnienie konstrukcji więźby dachowej w kierunku podłużnym. Zapewnia współpracę wiązarów przy obciążeniu wiatrem.
Potocznie wiatrownicą nazywa się też deskę czołową przymocowywaną do bocznej krawędzi dachu w celu zabezpieczenia dachu przed bocznymi podmuchami wiatru.